# L'Amour avec des si
L'Amour avec des si és una pel·lícula francesa dirigida per Claude Lelouch estrenada el 1964.
La pel·lícula és una road movie que segueix un home de mitjana edat que dona un regal a una dona jove. A la ràdio del cotxe, les notícies adverteixen la població sobre un sàdic que últimament té com a preses les dones joves i els nens. Lelouch sovint talla la història principal, encara que sigui breument, amb històries paral·leles als esdeveniments, que no són necessàriament crucials per la història però il·lustren el que és suggerit per la ràdio.
Encara que Lelouch havia tingut un fracàs amb el seu debut Le Propre de l'homme, va aconseguir que la pel·lícula fos enviada per ser exhibida a Suècia i va guanyar els compliments del director cinematogràfic suec Ingmar Bergman. Va anar al 14è Festival Internacional de Cinema de Berlín.

## Argument
Una jove dona és recollida en autostop per un maníac sexual evadit de la presó.

## Repartiment
- Guy Mairesse: Jacques Leclerc
- Janine Magnan: L'autostopista
- Jean Franval: Un policia
- Richard Saint-Bris: El comissari
- France-Noëlle: La mestressa de l'hotel
- Jacques Martin: El periodista
- Jean Daurand: L'amo del parador
- Bernard Papineau: Papineau
- Joëlle Picaud: La víctima de la fusta
- Jacqueline Morane: Morane
- Rita Maiden: La serventa del restaurant

## Nominacions
- Os d'Or al Festival Internacional de Cinema de Berlín